# Nous, les enfants du XXe siècle
Pour plus de détails, voir Fiche technique et Distribution.
Nous, les enfants du XXe siècle est un documentaire franco-russe de Vitali Kanevski sorti en 1994.

## Synopsis
Oscillant entre le documentaire et la fiction, le film s'attache à entrer dans le monde parallèle des enfants des rues de Saint-Pétersbourg, petits délinquants et marginaux livrés à eux-mêmes. On les retrouve finalement dans les prisons où certains sont incarcérés pour meurtre. L'enchaînement de la violence est-il inéluctable ?

## Fiche technique
- Titre : Nous, les enfants du XXe siècle
- Titre original :
- Réalisation : Vitali Kanevski
- Scénario : Vitali Kanevski, Varvara Krassilnilova
- Production :
- Musique :
- Photographie : Valentin Sidorine
- Montage : Olivier Ducastel
- Pays d'origine :  France,  Russie
- Format : couleurs
- Durée : 84 minutes
- Genre : documentaire
- Date de sortie : 1994

## Distribution
- Pavel Nazarov : Valerka
- Dinara Droukarova

## Autour du film
C'est alors qu'il recherchait le rôle principal pour Bouge pas, meurs, ressuscite, sorti en 1989, que Vitali Kanevski a été amené à entrer dans le monde des enfants des rues. Il s'est attaché à son acteur principal, le jeune Pavel Nazarov, trouvé dans la rue et quelques années plus tard part à sa recherche. Il le retrouve incarcéré et construit son film documentaire autour de ce sujet. Cela n'est pas sans rappeler le film Pixote, la loi du plus faible du brésilien Hector Babenco et le destin comparable de son héros.